# Zubní nit

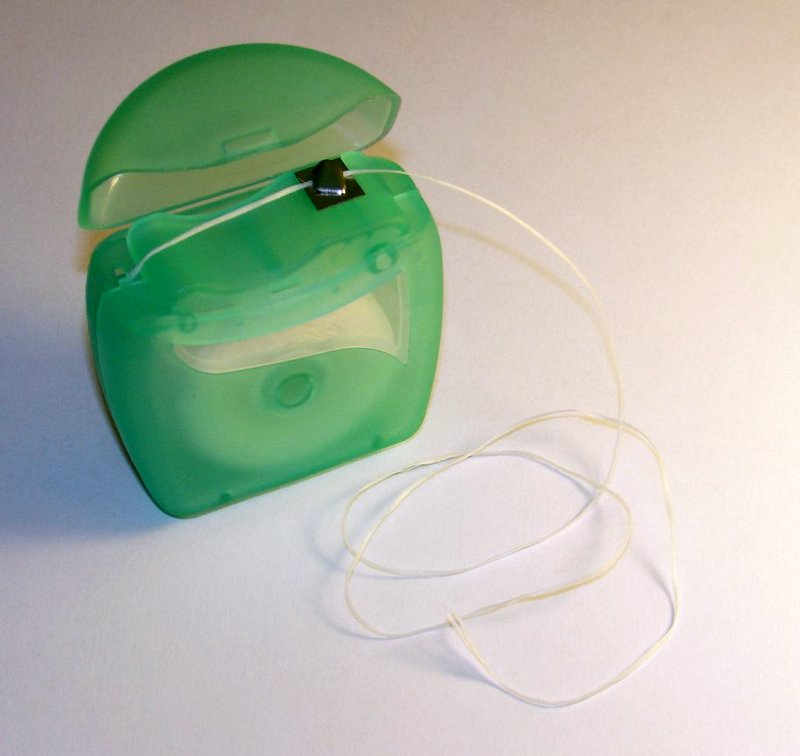
Zubní nit

Zubní nit je nit nebo tenká páska sloužící k odstraňování zubního plaku z mezizubních prostorů v rámci čištění zubů. Vyrábí se dnes obvykle z nylonu nebo jiných plastů. Může (ale nemusí) být voskovaná. Jako alternativa zubní nitě jsou považovány zejména v Evropě mezizubní kartáčky, které se v České republice těší velké oblibě. Zubní nit a mezizubní kartáčky jsou považovány za nezbytnou součást doplňkové dentální hygieny. 

## Historie
Podle rýh na zubech používali dentální nit lidé už v prehistorii. Moderní zubní nit poprvé popsal zubní lékař Levi Spear Parmly (1790–1859, New Orleans, USA) v roce 1815. Firma Codman und Shurtleft začala dodávat voskované zubní nitě v roce 1882. Firma Johnson & Johnson si nechala v roce 1898 zubní nit patentovat.
Neexistuje žádný vědecký důkaz, že zubní nit je prospěšná.

## Použití
1. Připravte si asi 30 cm nitě a otočte ji okolo prostředníku na každé ruce. Uchyťte nit mezi ukazovák a palec na každé ruce tak, aby nit napnutá mezi palci byla dlouhá asi 2 cm. Takto se drží nit pro čištění horních zubů.
2. Při zavádění nitě mezi zuby v dolním oblouku napněte nit mezi ukazovákem a palcem tak, abyste na ni ukazovákem tlačili.
3. Jemně pohybujte nití obtočenou okolo zubu směrem nahoru a dolů. Nikdy nepoužívejte řezací pohyb (směr zepředu dozadu).
4. Nit musí v podstatě klouzat po obvodu zubu nahoru a dolů až pod dáseň.